# هاوبباوج (نيويورك)
هاوبباوج (بالإنجليزية: Hauppauge)‏ هي قرية غير مضمنة في ولاية نيويورك الأمريكية.
```
يبلغ عدد سكانها حسب تعداد سنة 2000: 20,100 نسمة. ويبلغ عددهم حسب تقدير 2007 حوالي:20,300 نسمة.
```

## التركيبة السكانية
حدّد مكتب تعداد الولايات المتحدة بيانات التركيبة السكانية لهاوبباوج في تعداد الولايات المتحدة. في ما يلي، التركيبة السكانية حسب تعدادي 2000 و2010.

### تعداد عام 2000
بلغ عدد سكان هاوبباوج 20,100 نسمة بحسب تعداد عام 2000، وبلغ عدد الأسر 7,006 أسرة وعدد العائلات 5,599 عائلة مقيمة في المنطقة السكنية. في حين سجلت الكثافة السكانية 715.3 نسمة لكل كيلومتر مربع (1,852.6/ميل2). وبلغ عدد الوحدات السكنية 7,153 وحدة بمتوسط كثافة قدره 254.6 لكل كيلومتر مربع (659.4/ميل2).
وتوزع التركيب العرقي للمنطقة السكنية بنسبة 93.25% من البيض و1.14% من الأمريكيين الأفارقة و0.03% من الأمريكيين الأصليين و3.59% من الأمريكيين ذوي الأصول الآسيوية و0.03% من سكان جزر المحيط الهادئ و0.76% من الأعراق الأخرى و1.19% من عرقين مختلطين أو أكثر و4.41% من الهسبانيون أو اللاتينيون من أي عرق.
بلغ عدد الأسر 7,006 أسرة كانت نسبة 36.8% منها لديها أطفال تحت سن الثامنة عشر تعيش معهم، وبلغت نسبة الأزواج القاطنين مع بعضهم البعض 68.6% من أصل المجموع الكلي للأسر، ونسبة 8.4% من الأسر كان لديها معيلات من الإناث دون وجود شريك، بينما كانت نسبة 3% من الأسر لديها معيلون من الذكور دون وجود شريكة وكانت نسبة 20.1% من غير العائلات. تألفت نسبة 16.4% من أصل جميع الأسر من عدة أفراد يعيشون في نفس المنزل ونسبة 4.5% كانت تتألف من شخص يعيش بمفرده يبلغ من العمر 65 عاماً أو أكثر. وبلغ متوسط حجم الأسرة المعيشية 2.85، أما متوسط حجم العائلات فبلغ 3.21.
بلغ العمر الوسطي للسكان 38.3 عاماً. وكانت نسبة 24% من القاطنين تحت سن الثامنة عشر، وكانت نسبة 6.1% بين الثامنة عشر والرابعة والعشرين عاماً، ونسبة 30.8% كانت واقعةً في الفئة العمرية ما بين الخامسة والعشرين والرابعة والأربعين عاماً، ونسبة 27.5% كانت ما بين الخامسة والأربعين والرابعة والستين، ونسبة 10.9% كانت ضمن فئة الخامسة والستين عاماً فما فوق. يوجد لكل 100 أنثى 97.5 ذكر، ويوجد لكل 100 أنثى في الثامنة عشر من عمرها فما فوق 94.6 ذكر.
بلغ متوسط دخل الأسرة في المنطقة السكنية 76,442 دولارًا، أما متوسط دخل العائلة فبلغ 84,209 دولارًا. وكان متوسط دخل الذكور 55,041 دولارًا مقابل 39,397 دولارًا للإناث. وسجل دخل الفرد الخاص بالمنطقة السكنية 30,325 دولارًا. وكانت نسبة 1.6% من العائلات ونسبة 3.4% من السكان تحت خط الفقر، وكان من هؤلاء نسبة 2.8% تحت سن الثامنة عشر ونسبة 0.3% في الخامسة والستين من العمر وما فوق.

### تعداد عام 2010
بلغ عدد سكان هاوبباوج 20,882 نسمة بحسب تعداد عام 2010، وبلغ عدد الأسر 7,333 أسرة وعدد العائلات 5,623 عائلة مقيمة في المنطقة السكنية. في حين سجلت الكثافة السكانية 743.1 نسمة لكل كيلومتر مربع (1,924.6/ميل2). وبلغ عدد الوحدات السكنية 7,566 وحدة بمتوسط كثافة قدره 269.3 لكل كيلومتر مربع (697.5/ميل2).
وتوزع التركيب العرقي للمنطقة السكنية بنسبة 89.16% من البيض و2.19% من الأمريكيين الأفارقة و0.13% من الأمريكيين الأصليين و5.92% من الأمريكيين ذوي الأصول الآسيوية و0% من سكان جزر المحيط الهادئ و1.32% من الأعراق الأخرى و1.27% من عرقين مختلطين أو أكثر و7.08% من الهسبانيون أو اللاتينيون من أي عرق.
بلغ عدد الأسر 7,333 أسرة كانت نسبة 36% منها لديها أطفال تحت سن الثامنة عشر تعيش معهم، وبلغت نسبة الأزواج القاطنين مع بعضهم البعض 65.1% من أصل المجموع الكلي للأسر، ونسبة 8.4% من الأسر كان لديها معيلات من الإناث دون وجود شريك، بينما كانت نسبة 3.1% من الأسر لديها معيلون من الذكور دون وجود شريكة وكانت نسبة 23.3% من غير العائلات. تألفت نسبة 19.1% من أصل جميع الأسر من عدة أفراد يعيشون في نفس المنزل ونسبة 7.7% كانت تتألف من شخص يعيش بمفرده يبلغ من العمر 65 عاماً أو أكثر. وبلغ متوسط حجم الأسرة المعيشية 2.81، أما متوسط حجم العائلات فبلغ 3.25.
بلغ العمر الوسطي للسكان 42.5 عاماً. وكانت نسبة 23.8% من القاطنين تحت سن الثامنة عشر، وكانت نسبة 6.9% بين الثامنة عشر والرابعة والعشرين عاماً، ونسبة 23.7% كانت واقعةً في الفئة العمرية ما بين الخامسة والعشرين والرابعة والأربعين عاماً، ونسبة 29.1% كانت ما بين الخامسة والأربعين والرابعة والستين، ونسبة 16.5% كانت ضمن فئة الخامسة والستين عاماً فما فوق. وتوزع التركيب الجنسي للسكان بنسبة 49.1% ذكور و50.9% إناث.